# Acrocomia totai
Acrocomia totai är en enhjärtbladig växtart som beskrevs av Carl Friedrich Philipp von Martius. Acrocomia totai ingår i släktet Acrocomia och familjen Arecaceae. Inga underarter finns listade i Catalogue of Life.